# Hårbjörnbär
Hårbjörnbär (Rubus camptostachys) är en rosväxtart som beskrevs av Gottlieb Braun. Hårbjörnbär ingår i släktet rubusar, och familjen rosväxter. Inga underarter finns listade i Catalogue of Life.